# کرک آیرتون
کرک آیرتون (به انگلیسی: Kirk Ireton) یک روستا و محله مدنی در بریتانیا است که در Derbyshire Dales واقع شده‌است. کرک آیرتون ۵۱۸ نفر جمعیت دارد.